# Войцех Смажовський
Войцех Смажовський (пол. Wojciech Smarzowski; нар. 18 січня 1963, с. Корчина) — польський театральний та кінорежисер, сценарист.

## Біографія
Народився у с. Корчина поблизу Кросна (нині Кросненський повіт, Підкарпатське воєводство, Польща).
Виховувався в м. Єдличі Кросненського повіту Підкарпатського воєводства. Там закінчив школу та ліцей, зацікавився фотографією. Випускник операторського факультету Державної вищої школи кіно, телебачення і театру імені Леона Шиллера у Лодзі. Вивчав також фільмознавство на Ягеллонському університеті в Кракові.
Після закінчення навчання займався режисеруванням реклам та кліпів. В 1991 році разом з іншими випускниками та студентами Лодзької кіношколи працював помічником оператора на зйомках фільму Єжи Вуйціка «Скарга». Фільм висвітлював драматичні події у Гданську в 1970 році. Проблематика терору комуністичних властей була також основою документального фільму «Пси тоталітаризму» (1996), оператором якого був Смажовський.
Перша самостійна авторська спроба принесла плоди у вигляді твору, котрий важко оцінити в рамках класичної кіногенеалогії. Це «Małżowina», за участю Мацея Маленчука та Марціна Свєтлицького. Фільм приніс його авторові спеціальну нагороду Журі Молодих на фестивалі Молоді і фільм в м. Кошалін в 1999 році. Того ж року Смажовський був нагороджений премією польського шоу-бізнесу — Фридериком, за кліп до пісні «To nie był film» гурту Myslovitz.
Наступним кроком у кар'єрі був сценарій до фільму Боґуслава Лінди «Сезон на ляща» (прем'єра відбулася 2001-го). Фільм був позитивно оцінений критикою. У 2003 році Смажовський взявся за режисерування популярного серіалу «Na Wspólnej» (укр. «На спільній») в телеканалі TVN.
Справжнім поворотнім моментом у кар'єрі режисера в 2004 році став фільм «Весілля» (пол. «Wesele»), результат режисерсько-продюсерської та акторської співпраці Войцеха Смажовського і Бартломея Топи. «Весілля» виявилося справжнім хітом та було осипане нагородами.
Після цього Смажовський нагадав про себе театральному глядачеві. Спершу в Театрі TV, в якому дебютував у 2001 році схвально прийнятою виставою «Курація», так і в Старому Театрі в Кракові. Для Театру TV адаптував та поставив сучасний твір Марії Чарнецької «Чотири шматки торту». На сцену краківського театру переніс оповідання відомого швейцарського прозаїка та драматурга Фрідріха Дюрренматта, під назвою «Кракса».
Продовжив співпрацю з TVN, будучи режисером близько 20 серій серіалу «BrzydUla». Також розпочав співпрацю із TVP, будучи одним із режисерів «Лондонців», серіалу про еміграційне життя сучасних поляків у Великій Британії (2009).
На екрани повернувся з фільмом «Злий дім» (2009), за який отримав на кінофестивалі у Гдині премії за сценарій та режисуру. Наступна тема, якою зацікавився митець, була історія елітарної польської бригади командос — Гром. У 2010 році вийшла перша частина проекту, за участі Бориса Шица і Роберта Вєнцкевича.

## Фільмографія
Режисура
- 1998 Małżowina
- 2003 Na Wspólnej (серіал)
- 2004 Wesele (укр. Весілля)
- 2008 BrzydUla (серіал)
- 2009 Dom zły (укр. Злий дім)
- 2009 Londyńczycy 2 (серіал)
- 2011 Róża
- 2012 Drogówka
- 2016 Волинь

Сценарій
- 1998 Małżowina
- 2000 Sezon na leszcza
- 2004 Wesele (укр. Весілля)
- 2009 Dom zły (укр. Злий дім)
- 2012 Drogówka

Операторська робота
- 1991 Skarga (у співпраці з Єжи Вуйціком)
- 1996 Psy totalitaryzmu

## Нагороди
- 1998 Музична премія «Фридерик" за кліп до пісні «To nie był film» гурту Myslovitz.
- 2004 На ХХІХ Фестивалі польських художніх фільмів у Гдині за фільм «Весілля» Смажовський отримав такі нагороди: від Голови Ради Польського Телебачення, Програмної Ради TVP, Спеціальна від Журі, Товариства польських кіновиробників.
- 2004 Став також лауреатом нагороди Паспорт «Політики».
- 2009 На XXXIV Фестивалі польських художніх фільмів у Гдині Смажовський отримав премію за режисуру та сенарій до фільму «Злий дім»
- 2012 На Solanin Film Festiwal (м. Нова Суль, Польща) отримав нагороду Почесний Солянин за Сильне і безкомпромісне кіно, відвагу, визначеність та результат. Також в 2012 році отримав Щорічну нагороду Міністра культури та національної спадщини Польщі в галузі кіно.

## Громадська позиція
У 2018 підтримав звернення Європейської кіноакадемії на захист ув'язненого у Росії українського режисера Олега Сенцова